# سوزان وايلز

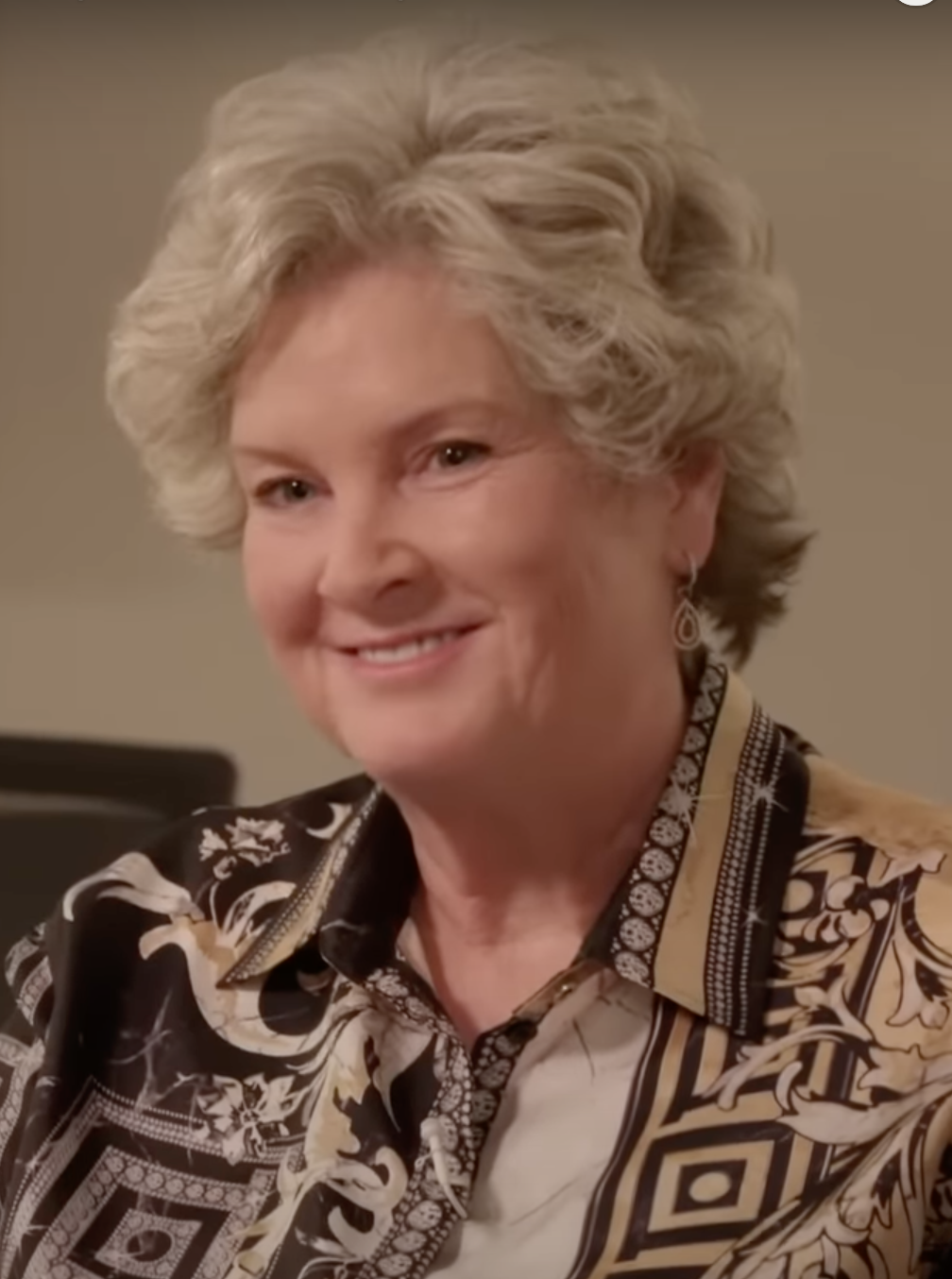
سوزان ويلز، 2020

سوزان "سوزي" وايلز (من مواليد 14 مايو 1957 في نيوجيرسي باسم سوزان سَمِرال ) هي مستشارة سياسية أمريكية ورئيسة مشاركة لحملة دونالد ترامب الرئاسية لعام 2024.
في نوفمبر 2024 بُعَيد الانتخابات الرئاسية تم اختيارها من قبل الرئيس الأمريكي القادم ترامب لمنصب كبير موظفي البيت الأبيض ؛ لتكون بذلك الشخص الثاني بعد الثلاثين الذين شغلوا هذا المنصب.

## حياتها
ولدت سوزان سمرال ونشأت في نيوجيرسي. هي واحدة من ثلاثة أبناء لبات سمرال، الذين لعبوا في الدوري الوطني لكرة القدم الأمريكية . تخرجت من جامعة ميريلاند في كوليدج بارك . كانت ويلز متزوجة من ليني وايلز، المستشار السياسي الجمهوري، وانتقلت معه إلى جاكسونفيل في عام 1985. انفصل الزوجان في عام 2017. لديها ابنتان.